# کوکلاند
کوکلاند منطقه‌ایست که توسط تاریخنگار رومی آمیانوس مارسلینوس، از آن به عنوان کوکالاندسیس لوکوس یاد شده‌است؛ منطقه ای که گوت‌های بخش غربی آن در نزدیکی دانوب پس از آمدن هون‌ها از آن عقب‌نشینی می‌کنند. برخی تاریخدانان آنرا با رود واله‌آ استرامبا (مورش) به معنای "رود دره ای پیچ در پیج به زبان رومانیایی" مرتبط می‌دانند، و شخصی به نام فلورین کونستانتینیو این مکان را همان کوه‌های ورانسیا و کوه‌های بوزائو در رومانی می‌داند.
بنا بر واژه‌شناس و فرهنگ نویس انگلیسی هنری بردلی، کوکلاند از واژهٔ هاهلاند گوتی که برابر انگلیسی آن هاینلد (به آلمانی 'هوخلند') یا کوهسار می‌باشد نشات گرفته و احتمالاً منطقه کوهستانی ترانسیلوانیا را نشان می‌دهد.